# Sweet Children
Albums de Green Day
Slappy
(1990) 1,039/Smoothed Out Slappy Hours
(1991)
Sweet Children est le troisième EP sorti par le groupe punk américain Green Day. Le titre fait référence à l'ancien nom de la formation, avant que celle-ci ne s'appelle Green Day. Il est sorti sur Skene! en 1990 et a été réédité sur la version CD de leur deuxième album, Kerplunk!.

## Liste des chansons
Face A
1. Sweet Children – 1:41
2. Best Thing in Town – 2:03

Face B
1. Strangeland – 2:08
2. My Generation (reprise de The Who) – 2:19